# Вандлінг (Пенсільванія)
Вандлінг (англ. Vandling) — місто (англ. borough) в США, в окрузі Лекаванна штату Пенсільванія. Населення — 730 осіб (2020).

## Географія
Вандлінг розташований за координатами 41°37′39″ пн. ш. 75°28′27″ зх. д. / 41.62750° пн. ш. 75.47417° зх. д. (41.627522, -75.474275).  За даними Бюро перепису населення США в 2010 році місто мало площу 3,40 км², з яких 3,40 км² — суходіл та 0,00 км² — водойми.

## Демографія
Згідно з переписом 2010 року, у селищі мешкала 751 особа в 309 домогосподарствах у складі 203 родин. Густота населення становила 221 особа/км².  Було 340 помешкань (100/км²).
Расовий склад населення:
| - 96,0 % — білих - 1,3 % — чорних або афроамериканців - 0,7 % — корінних американців - 0,3 % — азіатів |

До двох чи більше рас належало 1,2 %. Частка іспаномовних становила 2,1 % від усіх жителів.
За віковим діапазоном населення розподілялося таким чином: 22,2 % — особи молодші 18 років, 60,4 % — особи у віці 18—64 років, 17,4 % — особи у віці 65 років та старші. Медіана віку мешканця становила 42,5 року. На 100 осіб жіночої статі у селищі припадало 93,6 чоловіків;  на 100 жінок у віці від 18 років та старших — 93,4 чоловіків також старших 18 років.
Середній дохід на одне домашнє господарство  становив 62 272 долари США (медіана — 52 411), а середній дохід на одну сім'ю — 76 208 доларів (медіана — 72 604). За межею бідності перебувало 12,7 % осіб, у тому числі 22,6 % дітей у віці до 18 років та 4,7 % осіб у віці 65 років та старших.
Цивільне працевлаштоване населення становило 336 осіб. Основні галузі зайнятості: освіта, охорона здоров'я та соціальна допомога — 24,1 %, виробництво — 18,8 %, роздрібна торгівля — 13,1 %.